# خافيير دياز
خافيير دياز (بالإسبانية: Javier Díaz) هو سباح مكسيكي، ولد في 13 سبتمبر 1979 في سالتيو في المكسيك.

## روابط خارجية
- خافيير دياز على موقع أوليمبيديا (الإنجليزية)